# Sommer-Universiade 2013/Tennis
Bei der Sommer-Universiade 2013 wurden vom 8. bis 16. Juli 2013 insgesamt fünf Wettbewerbe im Tennis ausgetragen. Diese umfassten jeweils ein Einzel für Frauen und Männer sowie Doppelkonkurrenzen für Frauen, Männer und ein Mixed-Doppel. Zudem wurden zwei Mannschaftswettbewerbe ausgetragen. Die Wettbewerbe fanden in der Tennis Academy Kasan statt.

## Herren

### Einzel
| Platz | Land               | Spieler                   |
| ----- | ------------------ | ------------------------- |
| 1     | Südkorea           | Lim Yong-kyu              |
| 2     | Madagaskar         | Antso Rakotondramanga     |
| 3     | Russland           | Konstantin Krawtschuk     |
| 3     | Frankreich         | Maxime Quinqueneau        |
| 5     | Belarus            | Pavel Filin               |
| 5     | Thailand           | Kittipong Wachiramanowong |
| 5     | Vereinigte Staaten | Ray Sarmineto             |
| 5     | Chinesisch Taipeh  | Huang Liang-chi           |

### Doppel
| Platz | Land               | Spieler                                                |
| ----- | ------------------ | ------------------------------------------------------ |
| 1     | Chinesisch Taipeh  | Lee Hsin-han Peng Hsien-yin                            |
| 2     | Russland           | Wiktor Baluda Konstantin Krawtschuk                    |
| 3     | Südkorea           | Lim Yong-kyu Noh Sang-woo                              |
| 3     | Belarus            | Aljaksandr Bury Andrej Wassileuski                     |
| 5     | Vereinigte Staaten | Robbie Bellamy Ray Sarmineto                           |
| 5     | Thailand           | Peerakiat Siriluethaiwattana Kittipong Wachiramanowong |
| 5     | Japan              | Sho Katayama Shota Tagawa                              |
| 5     | Namibia            | Jean-Michel Erasmus Jacobus Serdyn                     |

### Mannschaft
| Platz | Land              | Spieler                                                   |
| ----- | ----------------- | --------------------------------------------------------- |
| 1     | Südkorea          | Lim Yong-kyu Noh Sang-woo Lee Jea-moon                    |
| 2     | Chinesisch Taipeh | Lee Hsin-han Peng Hsien-yin Huang Liang-chi Wang Chieh-fu |
| 3     | Russland          | Konstantin Krawtschuk Wiktor Baluda                       |

## Damen

### Einzel
| Platz | Land                   | Spielerin          |
| ----- | ---------------------- | ------------------ |
| 1     | Japan                  | Sachie Ishizu      |
| 2     | Vereinigte Staaten     | Sabrina Santamaria |
| 3     | Tschechien             | Kateřina Vaňková   |
| 3     | Japan                  | Hiroko Kuwata      |
| 5     | Vereinigtes Königreich | Anna Fitzpatrick   |
| 5     | Thailand               | Nudnida Luangnam   |
| 5     | Belarus                | Ilona Kramen       |
| 5     | Deutschland            | Laura Siegemund    |

### Doppel
| Platz | Land                | Spielerin                                       |
| ----- | ------------------- | ----------------------------------------------- |
| 1     | Russland            | Anastassija Pawljutschenkowa Jelena Wesnina     |
| 2     | Thailand            | Noppawan Lertcheewakarn Varatchaya Wongteanchai |
| 3     | Belarus             | Darja Lebeschawa Palina Pechawa                 |
| 3     | Polen               | Barbara Sobaszkiewicz Sylwia Zagorska           |
| 5     | Vereinigte Staaten  | Kaitlyn Christian Sabrina Santamaria            |
| 5     | Volksrepublik China | Meng Ran Yang Yi                                |
| 5     | Chinesisch Taipeh   | Hsieh Yu-chieh Hsu Wen-hsin                     |
| 5     | Japan               | Sachie Ishizu Yūki Tanaka                       |

### Mannschaft
| Platz | Land               | Spieler                                                                             |
| ----- | ------------------ | ----------------------------------------------------------------------------------- |
| 1     | Japan              | Sachie Ishizu Hiroko Kuwata Yūki Tanaka                                             |
| 2     | Russland           | Anastassija Pawljutschenkowa Jelena Wesnina Jekaterina Jaschina Margarita Gasparjan |
| 3     | Vereinigte Staaten | Sabrina Santamaria Kaitlyn Christian                                                |

## Mixed
| Platz | Land                   | Spieler/in                               |
| ----- | ---------------------- | ---------------------------------------- |
| 1     | Russland               | Jelena Wesnina Andrei Kusnezow           |
| 2     | Japan                  | Hiroko Kuwata Shota Tagawa               |
| 3     | Schweiz                | Patrick Olivier Eichenberger Lisa Sabino |
| 3     | Chinesisch Taipeh      | Lee Hsin-han Lee Hua-chen                |
| 5     | Südkorea               | Nam Ji-sung Yu Min-hwa                   |
| 5     | Malaysia               | Syed Mohamad Agil Syed Jawairiah Noordin |
| 5     | Belarus                | Andrej Wassileuski Ilona Kramen          |
| 5     | Vereinigtes Königreich | Daniel Cochrane Anna Fitzpatrick         |

## Medaillenspiegel
| Medaillenspiegel | Medaillenspiegel   | Medaillenspiegel | Medaillenspiegel | Medaillenspiegel | Medaillenspiegel |
| Platz            | Land               | G                | S                | B                | Gesamt           |
| ---------------- | ------------------ | ---------------- | ---------------- | ---------------- | ---------------- |
| 1                | Russland           | 2                | 2                | 2                | 6                |
| 2                | Japan              | 2                | 1                | 1                | 4                |
| 3                | Südkorea           | 2                | 0                | 1                | 3                |
| 4                | Chinesisch Taipeh  | 1                | 1                | 1                | 3                |
| 5                | Vereinigte Staaten | 0                | 1                | 1                | 2                |
| 6                | Madagaskar         | 0                | 1                | 0                | 1                |
| 6                | Thailand           | 0                | 1                | 0                | 1                |
| 7                | Belarus            | 0                | 0                | 2                | 2                |
| 8                | Tschechien         | 0                | 0                | 1                | 1                |
| 8                | Frankreich         | 0                | 0                | 1                | 1                |
| 8                | Polen              | 0                | 0                | 1                | 1                |
| 8                | Schweiz            | 0                | 0                | 1                | 1                |
| Total            | Total              | 7                | 7                | 12               | 26               |